# Наратологія
Наратоло́гія — розділ літературознавства, об'єктом дослідження якого є теорія оповіді (нарати́в). Наратологія дозволяє здійснювати аналіз структурної організації художнього твору та діалогічної взаємодії автора та читача, що надає змогу об'єктивно оцінювати результати творчої роботи автора.
Як окрема галузь наратологія почала формуватись наприкінці 60-х років ХХ ст. у результаті перегляду структуралістської доктрини з позицій комунікативних уявлень про природу мистецтва. У широкому значенні предметом вивчення наратології є природа, форма і функціонування наратива. У вужчому значенні — наратологія фокусує увагу на можливих співвідношеннях між розповіддю і наративним текстом, наратуванням і наративним текстом, розповіддю і наратуванням. Зокрема, вона досліджує проблеми часу, способу й голосу. У теорії наратології актуальним є також дослідження певних наративів за допомогою моделей, розроблених так званою наративістикою.